# Bajszos alka
A bajszos alka (Aethia pygmaea) a madarak osztályának lilealakúak (Charadriiformes) rendjébe és az alkafélék (Alcidae) családjába tartozó faj.

## Rendszerezése
A fajt Johann Friedrich Gmelin német természettudós írta le 1789-ben, az Alca nembe Alca pygmaea néven.

## Előfordulása
A Csendes-óceán északi részén, az Ohotszki-tenger északkeleti részén, a Parancsnok-szigeteken, a Kuril-szigeteken és az Aleut-szigeteken honos. Télen eljut Japán keleti partjaira is.
Természetes élőhelyei a sziklás szigetek, tengerpartok és a nyílt óceán. Nem vonuló, de kóborló faj.

## Megjelenése
Testhossza 18 centiméter.
|  |

## Életmódja
Főleg rákokkal táplálkozik, de ritkán apró halakat és tintahalakat is fogyaszt, melyeket lemerülve szerez meg.

## Szaporodása
Telepesen fészkel. Sziklák közé, repedésekbe, vagy üregekbe készíti fészkét.

## Természetvédelmi helyzete
Az elterjedési területe nagyon nagy, egyedszáma ugyan csökken, de még nem éri el a kritikus szintet. A Természetvédelmi Világszövetség Vörös listáján nem fenyegetett fajként szerepel.